# Kozohlody
Kozohlody (německy Kosohlod) jsou vesnice, část obce Vlkaneč v okrese Kutná Hora. Nachází se asi jeden kilometr severně od Vlkanče, pět kilometrů východně od Golčova Jeníkova a čtrnáct kilometrů od Čáslavi. Kozohlody jsou také název katastrálního území o rozloze 3,8 km².

## Historie
První písemná zmínka o vesnici pochází z roku 1352. Kozohlody byly založeny počátkem 14. století řádem německých křižovníků. Představeným tohoto řádu v té době byl komtur Ratmir, podle něj se původně pravděpodobně nazývala Radimírova Ves (latinsky Ratimirivilla, německy Ratmersdorf). Ale již roku 1352 je v církevních záznamech doložen současný název obce Kozohlody.
O původu tohoto názvu vypráví pověst. Obyvatelé brzy po založení zjistili, že pozemky jsou silně zamokřeny a nevhodné pro zemědělství. Chovali proto kozy, které však nerady spásaly kyselou trávu se zamokřených pozemků. Celá stáda se proto pásla na panských pozemcích, patřících k nedalekému hrádku. Jednoho dne toto ničení cizích porostů pána natolik rozzlobilo, že celé stádo koz pobil. Od té doby se obci začalo říkat Kozohlody.

## Pamětihodnosti
- Kostel Všech svatých: tvoří dominantu obce a postaven byl ve druhé polovině 14. století. Původně to byla spíše kaple, která je zčásti zachována v dolní části kostela. Pravděpodobně krátce po založení byl kostel vyzdoben nástěnnými gotickými malbami. V době obsazení kraje husity byly tyto malby zčásti zničeny a zčásti zakryty novou vrstvou štukové omítky. V roce 1970 (při provádění elektroinstalace) byly tyto cenné původní malby odhaleny a částečně opraveny technikou fresco-seco.[4][5]
- Severovýchodně od kostela (u křižovatky) se nachází křížek obklopený vzrostlými stromy.

## Fotogalerie

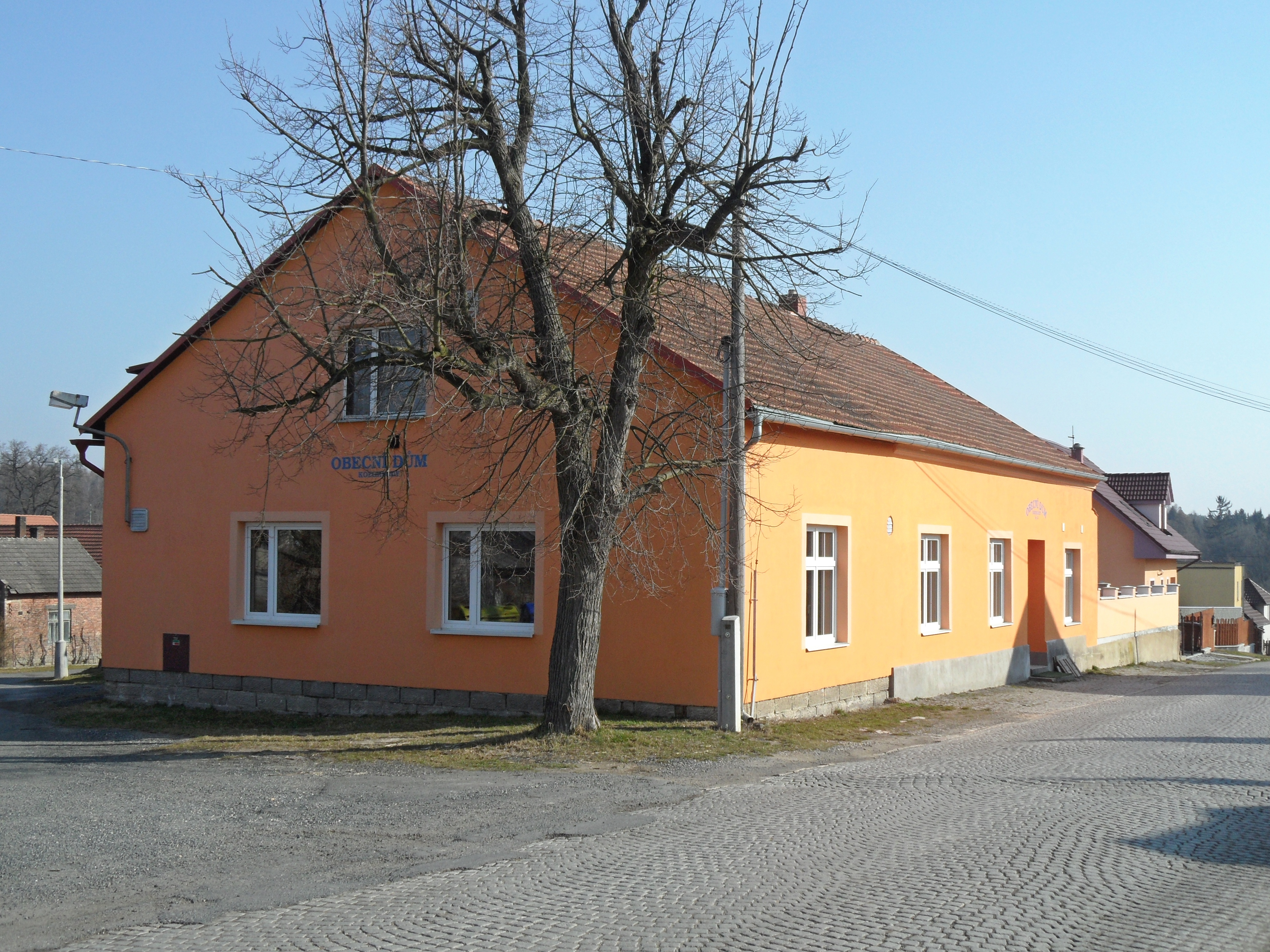
Obecní dům
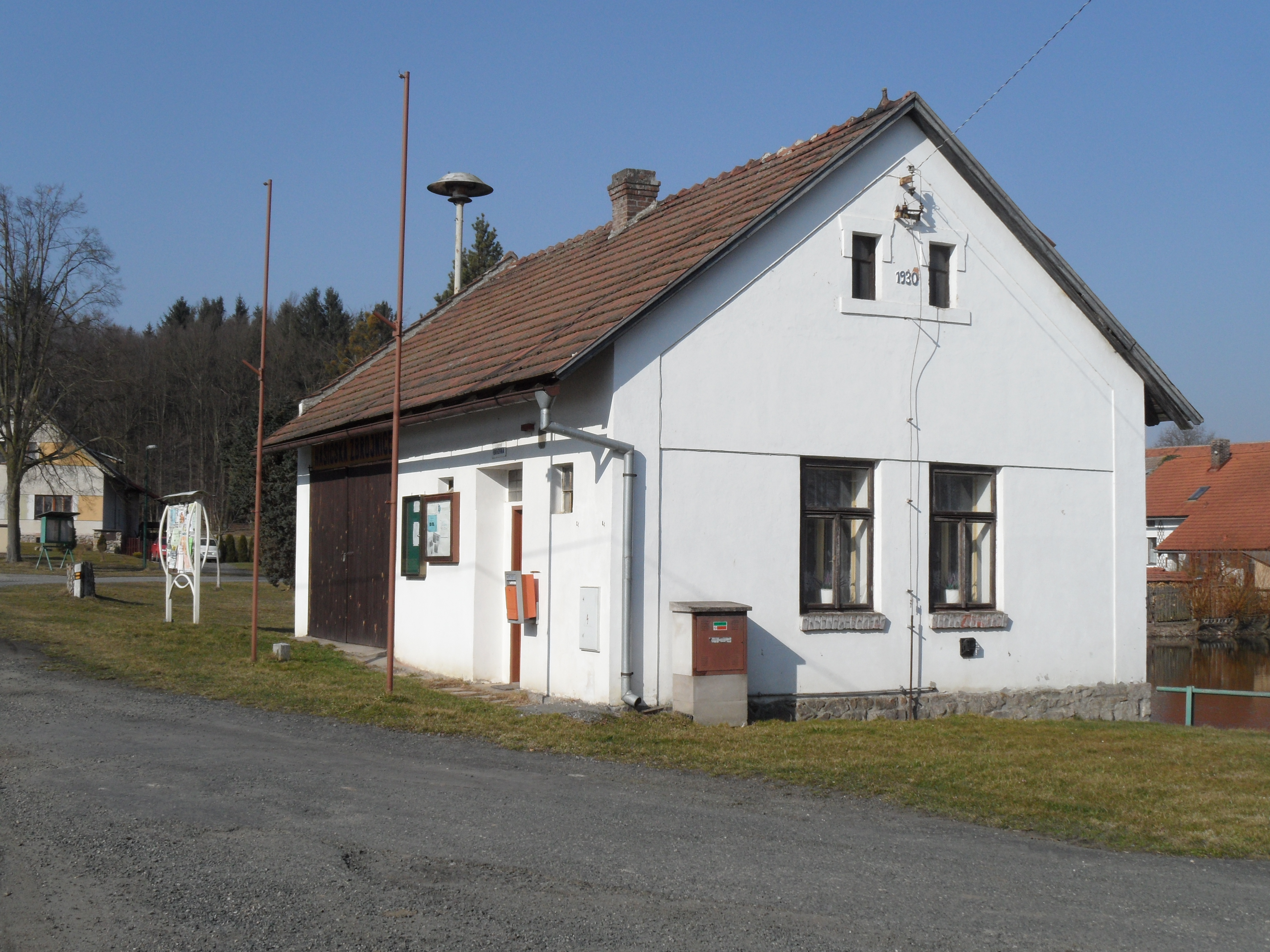
Hasičská zbrojnice a knihovna
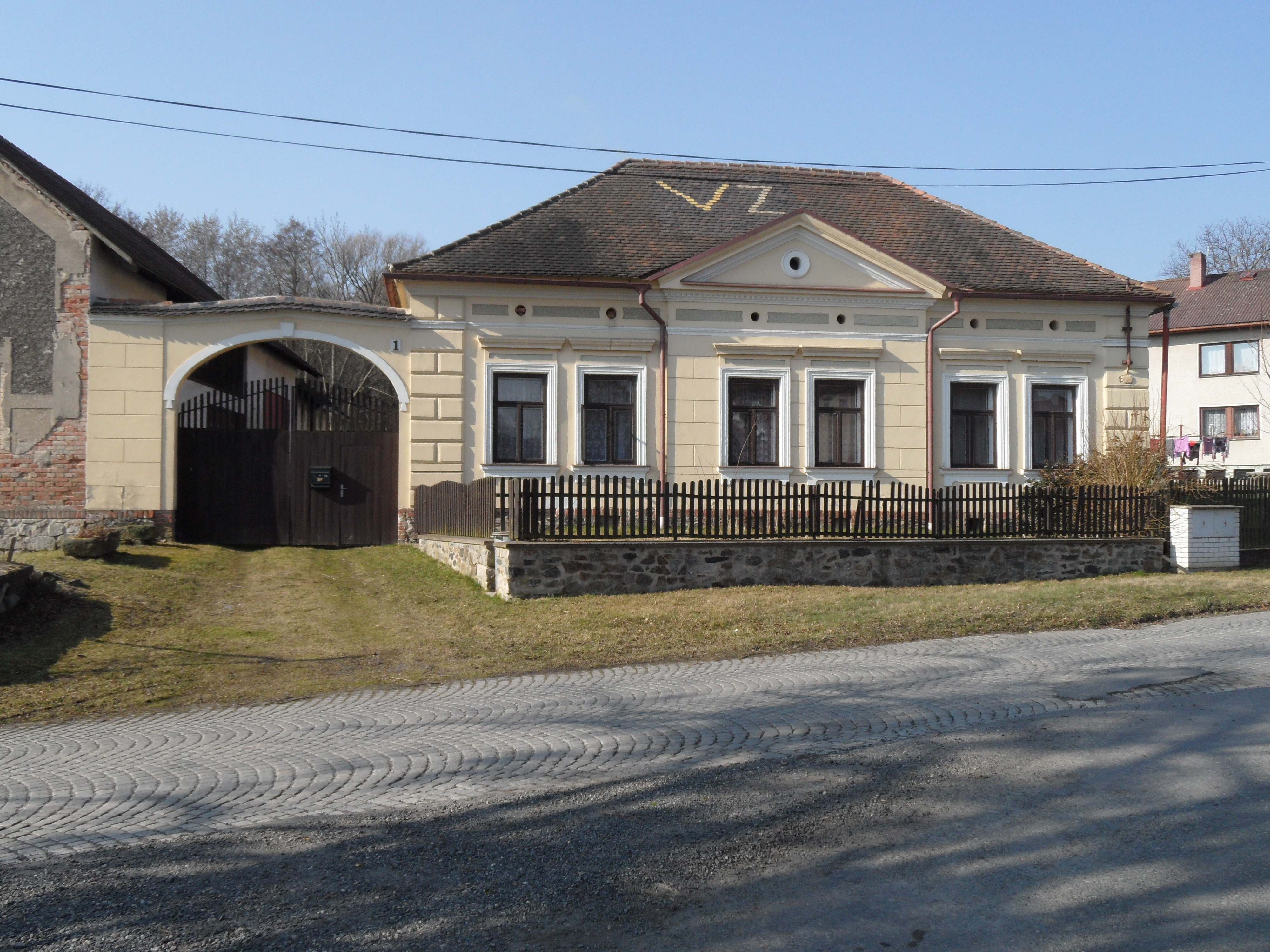
Dům čp. 1
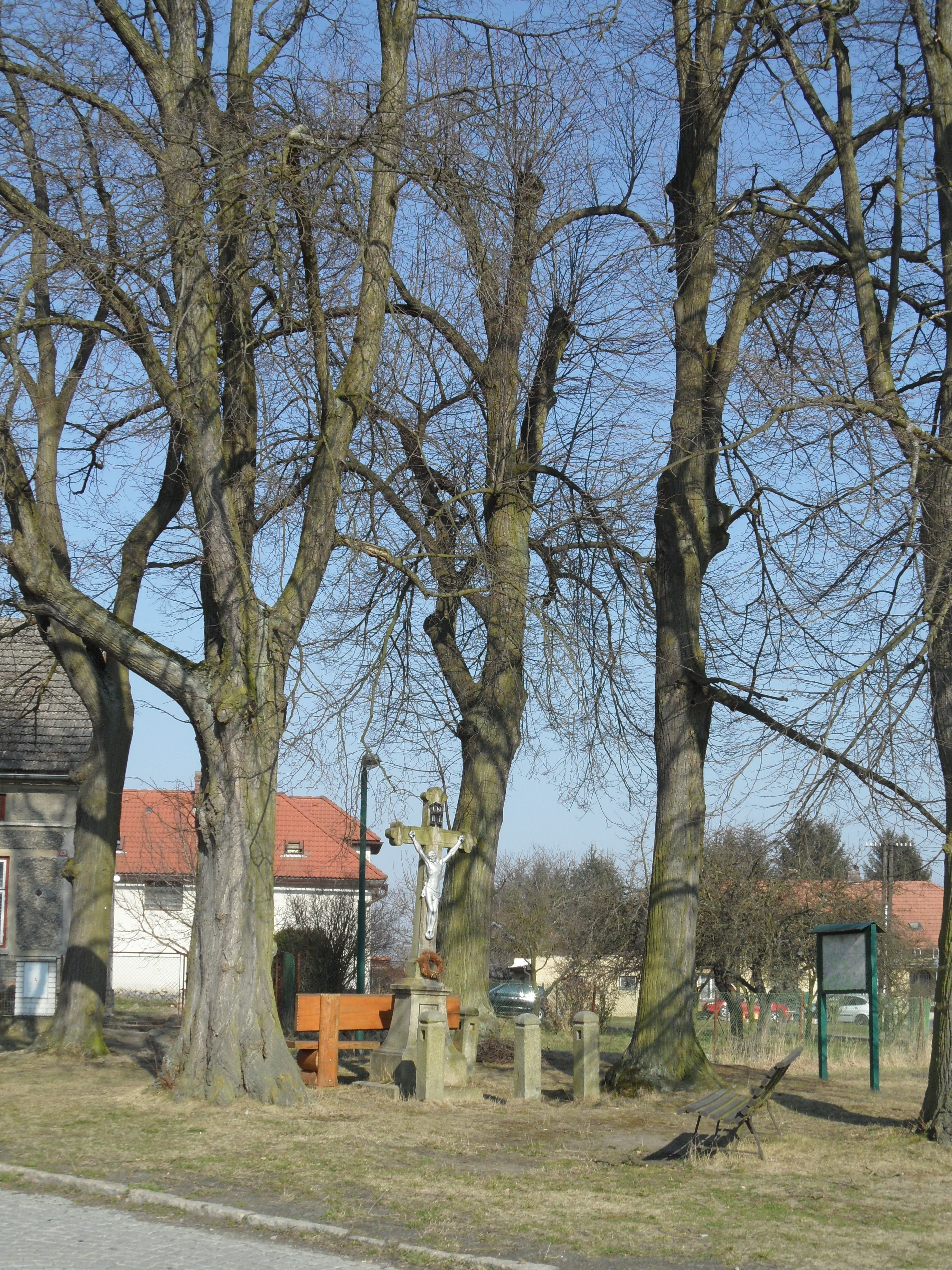
Zátiší u křížku